# Joseph Gill (Byzantinist)
Joseph Gill (* 8. September 1901; † 15. Oktober 1989) war ein britischer Jesuit, Theologe, Kirchenhistoriker und Byzantinist.

## Leben
Joseph Gill absolvierte das von Jesuiten geführte Leeds Catholic College. 1918 trat er in die Gesellschaft Jesu ein. Ab 1920 widmete er sich der Verbesserung Altgriechisch-Kenntnisse, und er immatrikulierte sich an der London University. Von 1923 bis 1926 absolvierte er das dreijährige Philosophiestudium der Jesuiten, wobei er das dritte Jahr an der Gregoriana in Rom verbrachte. Er schloss mit dem Ph. D. ab. Von 1929 bis 1933 studierte er Theologie. 1934 wurde er ans Päpstliche Orientalische Institut berufen. Die Jahre bis 1936 verbrachte er aber in Athen, wo er sich sowohl die Dimotiki- wie auch die Katharevousa-Variante des Neugriechischen beibrachte. Nach einem kurzen Aufenthalt am Orientalischen Institut lehrte er ab 1936 in London Lateinisch und Griechisch auf Bachelor-Stufe. Zurück am Päpstlichen Orientalischen Institut, begann er 1938 mit dem Unterricht der griechischen Sprache. 1940 sandte ihn jedoch der Generalobere nach England, wo er Nachrichten über die Verfolgung der katholischen Kirche im nationalsozialistischen Deutschland verbreiten sollte. Kurze Zeit später war er als Feldgeistlicher der Royal Air Force an verschiedenen Kriegsschauplätzen tätig. 1946 wurde er demobilisiert und kehrte ans Päpstliche Orientalische Institut zurück, wo er seine wissenschaftliche Karriere wieder aufnahm.
Gill widmete sich dem von Georg Hofmann initiierten Projekt einer kritischen Edition der Akten des Konzils von Florenz, die er ab 1953 publizierte. Mit Fragen der Edition beschäftigte er sich auch in seiner Londoner Dissertation von 1948. Unerwartet erfolgreich war seine Geschichte des Konzils von Florenz, die er 1959 veröffentlichte. Weitere Forschungen betrafen verschiedene Aspekte des Konzils und fanden Ausdruck in ungefähr dreißig Aufsätzen und zwei Monographien. In Rom lehrte Gill Byzantinische Kirchengeschichte sowie Anglikanische Theologie. Daneben unterrichtete er in England. Ab 1948 war er Sekretär und von 1962 bis 1967 Rektor des Päpstlichen Orientalischen Instituts. Zeitweise war er Herausgeber der Orientalia Christiana Periodica. 1967 übergab er seine Aufgaben einem jüngeren Kollegen und trat ein Sabbatical in Südrhodesien an, wo er ebenfalls lehrte.
Von 1969 bis 1980 wurde Gill Mitglied von Campion Hall, einer Permanent Private Hall der University of Oxford, und lehrte an deren Fakultät für moderne Geschichte. Hier widmete er sich vor allem der Beziehung zwischen der römisch-katholischen Kirche und der Kirche im byzantinischen Reich. Zu diesem Thema veröffentlichte er ebenfalls eine Monographie.
1980 trat er in den Ruhestand, den er in Harborne, Birmingham, verbrachte, wo er Novizen Griechischunterricht erteilte.

## Schriften (Auswahl)
- La Chiesa anglicana (= Le religioni dell’umanità. Bd. 20). Ist. Ed. Galileo, Milano 1948.
- (Hrsg.) Quae supersunt actorum Graecorum Concilii Florentini, necnon descriptionis cuiusdam eiusdem (= Documenta et scriptores. Bd. 5). 3 Teile. Päpstliches Orientalisches Institut, Rom 1953/1953/1964.
- The council of Florence. University Press, Cambridge 1959.
- Eugenius IV. Pope of Christian Union (= The popes through history. Bd. 1). Burns & Oates, London 1961.
- Personalities of the council of Florence and other essays. Blackwell, Oxford 1964.
- (Hrsg.) Orationes Georgii Scholarii in concilio Florentino habitae (= Documenta et scriptores. Bd. 8,1). Päpstliches Orientalisches Institut, Rom 1964.
- Constance et Bâle-Florence (= Histoire des conciles oecuméniques. Bd. 9). Ed. de l’Orante, Paris 1965.
  - Konstanz und Basel-Florenz (= Geschichte der ökumenischen Konzilien. Bd. 9). Aus dem Französischen übersetzt von Karlhermann Bergner. Grünewald, Mainz 1967.
- Byzantium and the papacy 1198–1400. Rutgers University Press, New Brunswick 1979.
- Church union. Rome and Byzantium (1204–1453). Variorum Reprints, London 1979 (Aufsatzsammlung).